# Nala och Damayanti
Nala och Damayanti, en av de skönaste episoderna i den fornindiska hjältedikten Mahabharata, är en sägen om, hur kung Nala, sedan han i tärningsspel förlorat sitt rike, tar sin tillflykt till vildmarken, men följs dit av sin fagra gemål, Damayanti, vilken han snart överger under hennes sömn för att förmå henne att återvända. 
Hon följer dock hans spår med obetvinglig trohet. Efter mångahanda äventyr förenas de åter, och Nala får tillbaka sitt rike. Denna dikt är flera gånger utgiven separat, bl.a. av Bopp, Nalas Mahabharati episodium (1819, 1832, 1838 med latinsk översättning), översatt till tyska av Kosegarten (1820), Bopp (1838), E. Meier ("Klassische dichtungen der inder" band I, 1847), Kellner (1886); friare efterdiktningar av Friedrich Rückert (1828, sedan flera upplagor), Holtzmann ("Indische sägen" 1847, 1854), Lobedanz (1863), till svenska av H. Kellgren (1851) och Hj. Edgren (1880).